# Bulbophyllum myrtillus
Bulbophyllum myrtillus är en orkidéart som beskrevs av Rudolf Schlechter. Bulbophyllum myrtillus ingår i släktet Bulbophyllum och familjen orkidéer. Inga underarter finns listade i Catalogue of Life.